# 瓦厂乡
瓦厂乡，是中华人民共和国云南省大理白族自治州漾濞彝族自治县下辖的一个乡镇级行政单位。

## 行政区划
瓦厂乡下辖以下地区：
瓦厂村、黑马村、入鹤村、蛇马村和瓦泥午村。